# Gymnocranius frenatus
Gymnocranius frenatus és una espècie de peix pertanyent a la família dels letrínids.

## Descripció
- Pot arribar a fer 35 cm de llargària màxima (normalment, en fa 30).
- 10 espines i 10 radis tous a l'aleta dorsal i 3 espines i 10 radis tous a l'anal.
- Ulls relativament grossos.
- És de color blanc platejat, grisenc a la part dorsal superior.
- Presenta entre 5 i 7 franges estretes, irregulars i a penes visibles als costats.
- Les aletes són principalment blanquinoses o transparents.
- Mostra un punt negre a la base dels radis de l'aleta pectoral i una franja estreta i marró a la base sencera de la mateixa aleta.[4][5]

## Alimentació
Menja principalment petits gastròpodes bentònics.

## Hàbitat
És un peix marí, associat als esculls i de clima tropical (23°N-10°S, 94°E-157°E) que viu entre 20 i 80 m de fondària.

## Distribució geogràfica
Es troba a Brunei, Cambodja, la Xina (incloent-hi Macau), Indonèsia, Malàisia, les illes Filipines, Singapur, Tailàndia i el Vietnam.

## Observacions
És inofensiu per als humans i es comercialitza fresc o en salaó.